# Reichardia intermedia
Reichardia intermedia ist eine Pflanzenart aus der Gattung der Reichardia in der Familie der Korbblütler (Asteraceae). Der Gattungsname Reichardia ehrt Johann Jacob Reichard (1743–1782), einen deutschen Arzt und Botaniker.

## Merkmale

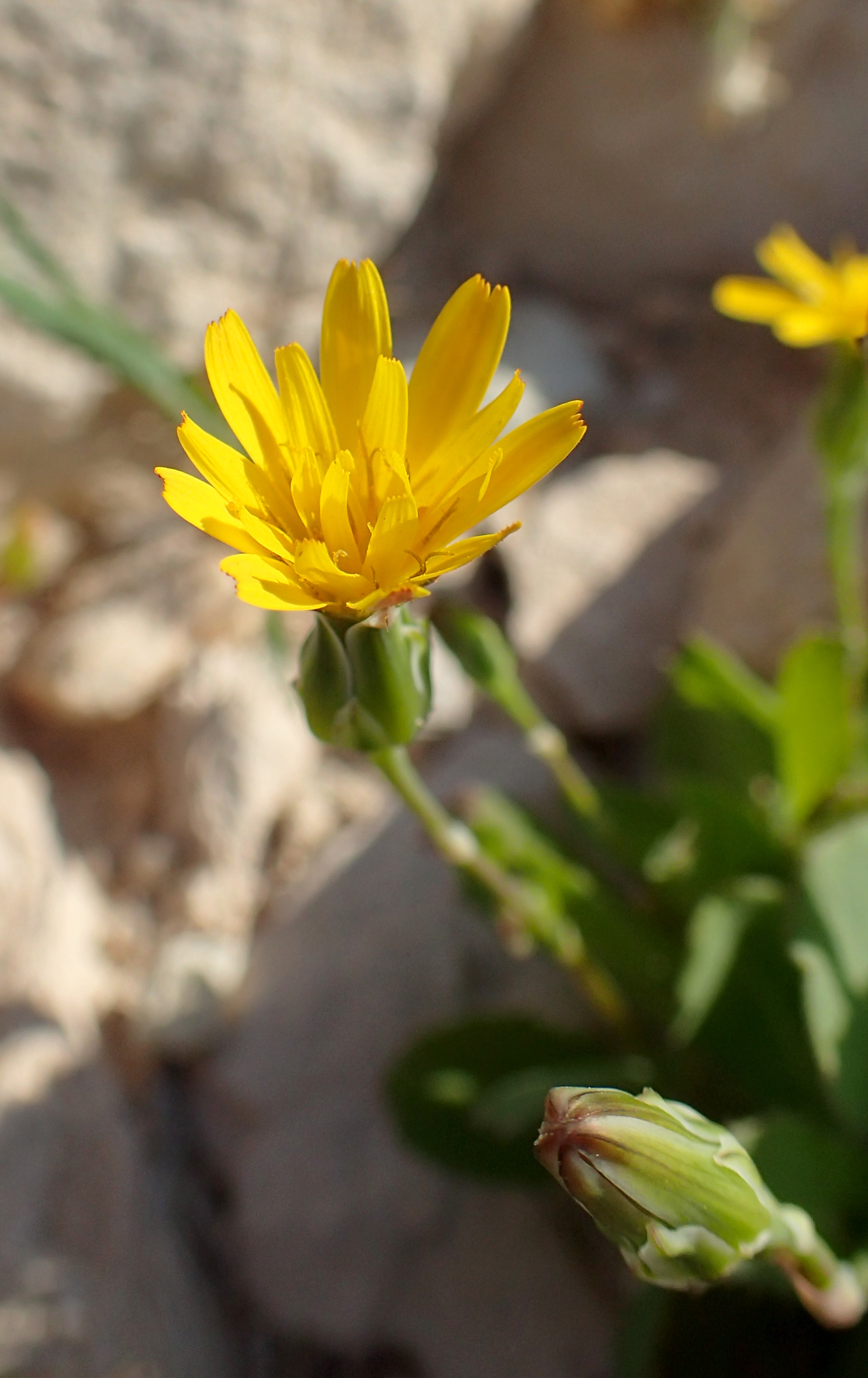
Blütenstand

Reichardia intermedia ist ein einjähriger Schaft-Therophyt, der Wuchshöhen von 10 bis 45 Zentimetern erreicht. Der Wurzelstock ist nicht verholzt. Die äußersten Hüllblätter messen 4 bis 7 × 2,5 bis 3,5 Millimeter. Ihr Hautrand ist bis zu 1,25 Millimeter breit. Die Randblüten haben außen oft einen roten Streifen. Die inneren Achänen sind 4–6,5 Millimeter lang.
Die Blütezeit reicht von März bis April.
Die Chromosomenzahl beträgt 2n = 16.

## Vorkommen
Reichardia intermedia kommt im Mittelmeerraum vor. Man findet sie in den Ländern Marokko, Algerien, Tunesien, Portugal, Spanien, auf den Balearen, Gibraltar, Italien, Sizilien, Malta, Griechenland, Kreta, in der Ägäis, Zypern, in der Türkei, im Libanon und in Israel.
Die Art wächst auf Kalkfelsböden. Auf Kreta ist sie in Höhenlagen von 0 bis 300 Metern anzutreffen.

## Belege
1. 1 2 3 4  Ralf Jahn, Peter Schönfelder: Exkursionsflora für Kreta. Mit Beiträgen von Alfred Mayer und Martin Scheuerer. Eugen Ulmer, Stuttgart (Hohenheim) 1995, ISBN 3-8001-3478-0, S. 336.
2. ↑   Lotte Burkhardt: Verzeichnis eponymischer Pflanzennamen.  Botanic Garden and Botanical Museum Berlin, Freie Universität Berlin, Berlin 2016. ISBN 978-3-946292-10-4. doi:10.3372/epolist2016.
3. ↑   Peter Schönfelder, Ingrid Schönfelder: Die neue Kosmos-Mittelmeerflora. Franckh-Kosmos-Verlag Stuttgart 2008. ISBN 978-3-440-10742-3. S. 130.
4. ↑   Tropicos.
5. ↑  Werner Greuter (2006+): Compositae (pro parte majore). – In: W. Greuter & E. von Raab-Straube (Hrsg.): Compositae. Euro+Med Plantbase - the information resource for Euro-Mediterranean plant diversity. Datenblatt Reichardia intermedia In: Euro+Med Plantbase - the information resource for Euro-Mediterranean plant diversity.